# Florettseidenbaum
Der Florettseidenbaum (Ceiba speciosa) ist eine Pflanzenart aus der Gattung Ceiba in der Unterfamilie der Wollbaumgewächse (Bombacoideae) innerhalb der Familie der Malvengewächse (Malvaceae). Er wird auch „Chorisie“ genannt. Er ist in Südamerika beheimatet und wird als Zierpflanze verwendet.

## Beschreibung

### Vegetative Merkmale
Der Florettseidenbaum wächst als breitkroniger, schnellwüchsiger Baum und erreicht Wuchshöhen von über 15 Meter. Der Stammdurchmesser erreicht über 1 Meter. Da sein Stamm bei älteren Bäumen manchmal als Wasserspeicher für die Trockenzeit dick, tonnenförmig angeschwollen ist, hat ihm seine Statur die spanischen Trivialnamen palo borracho (direkt übersetzt etwa „betrunkener Baum“) oder árbol botella („Flaschenbaum“) eingetragen. Der junge Stamm ist mit spitzen Stacheln besetzt, die am Grunde warzenförmig aus der Rinde hervorbrechen und mit zunehmendem Alter immer weniger werden. Die Rinde junger Bäume ist grün, bei alten Bäumen grau und rau. Da die Bäume in der Trockenzeit oft monatelang blattlos sind, haben sie dann ein etwas skelettartiges Aussehen.
Die wechselständigen und gefiederten Laubblätter sind lang gestielt. Die gefingerten Blattspreiten sind aus fünf bis sieben, kurz gestielten, zugespitzten und am Rand gesägten Blättchen zusammengesetzt. Die gestielten, bespitzten bis zugespitzten und gesägten bis gezähnten, leicht ledrigen Blättchen sind bis 12,5 Zentimeter lang, lanzettlich bis verkehrt-eiförmig, -eilanzettlich mit einer gefiederter Nervatur. Als Schutz vor zu großer Verdunstung fallen die Laubblätter in der Trockenzeit ab.

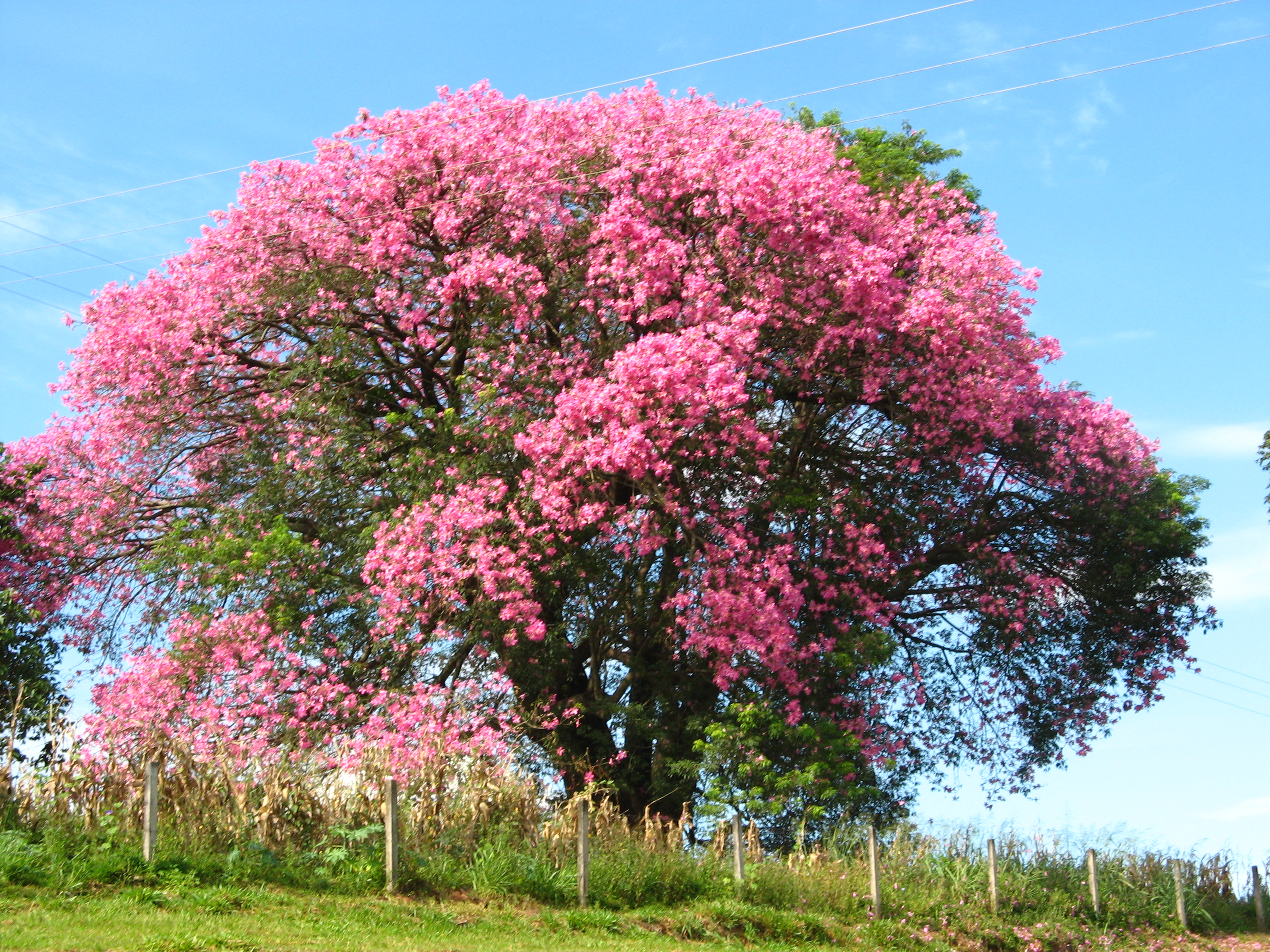
Ceiba speciosa in Blüte

### Generative Merkmale
Zur Blütezeit (im blattlosen Zustand) wirkt die Baumkrone wie in eine rosa Blütenwolke eingehüllt. Die ansehnlichen, großen fünfzähligen und zwittrigen, gestielten Blüten mit doppelter Blütenhülle erscheinen achselständig einzeln oder in Büscheln an kurzen Zweigen und sind meist rosa bis purpur gefärbt. Der becherförmige Kelch ist ledrig und fünfzähnig. Die fünf spatelförmigen bis länglichen und außen feinhaarigen Kronblätter sind bis 10 Zentimeter lang, im unteren Teil der Staubblattröhre anhaftend, sowie zum Blütengrund hin gelblich bis weiß aufgehellt und innen lilienartig dunkel gefleckt. Die Staubblätter sind zu einer bis zu 8 cm langen, weiß-rosa Röhre verwachsen die wie ein Klöppel aus der Blüte herabhängt. Der untere Teil ist dicker mit oben kahlen bis behaarten Anhängseln, der obere Teil ist schlank. Die Antheren sind ringförmig verwachsen. Der lange Griffel mit kopfiger Narbe ist länger als die Staubblätter und vorstehend. Der Fruchtknoten ist oberständig und fünfkammerig. Innen im Kelch sind Nektarien vorhanden.
Die hängenden, mit einer Länge von bis zu 20 cm und einem Durchmesser von etwa 5 cm birnen- bis zapfenförmigen und korkartigen, bräunlichen, lokulizidalen Kapselfrüchte platzen bei der Reife auf und weiße, seidige Fasern quellen hervor, die aus dem Endokarp gebildet werden. Die vielen bräunlichen Samen werden ähnlich wie bei den Pappeln mit der Kapselwatte vom Wind verbreitet. Ein sehr ähnlicher Mechanismus existiert auch beim verwandten Kapokbaum („Baumwollbaum“). Seinen deutschen Trivialnamen verdankt der Florettseidenbaum diesen weißen Kapselfasern: als Florettseide wird eine einfache Faserqualität bei der Seidenherstellung bezeichnet, die auch die weniger hochwertigen, äußeren Teile des Seidenkokons – das Florett – verarbeitet.

## Verbreitung und Nutzung
Dieser Charakterbaum der brasilianischen Halbtrockenwälder wächst in Südbrasilien (Caatinga) und den angrenzenden Gebieten (Gran Chaco) bis nach Argentinien hinein. Der Florettseidenbaum wird häufig als Zierpflanze in tropischen bis subtropischen Gebieten, etwa als Parkbaum in Kalifornien, angepflanzt, seltener auch in Spanien und Sizilien.
Die Kapselwatte kann ähnlich wie Kapok verwendet werden.
Das schwammige, leichte Holz war bei der südamerikanischen Bevölkerung zum Bau von Kanus und Flößen beliebt.
Weitere Trivialnamen: englisch Floss Silk Tree, spanisch Ceiba del Brasil (offizielle Bezeichnung).

## Galerie

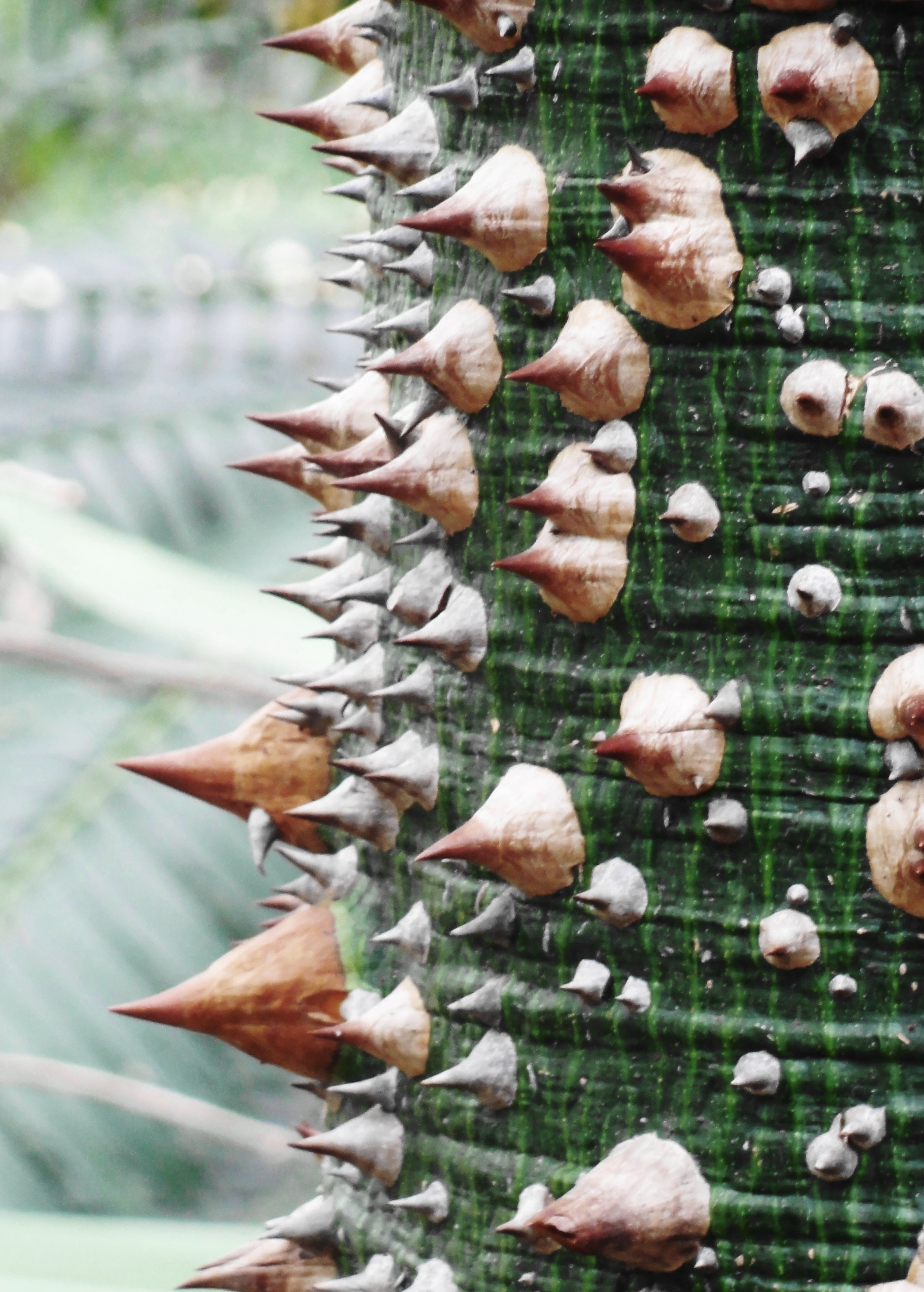
Detail des jungen Stammes
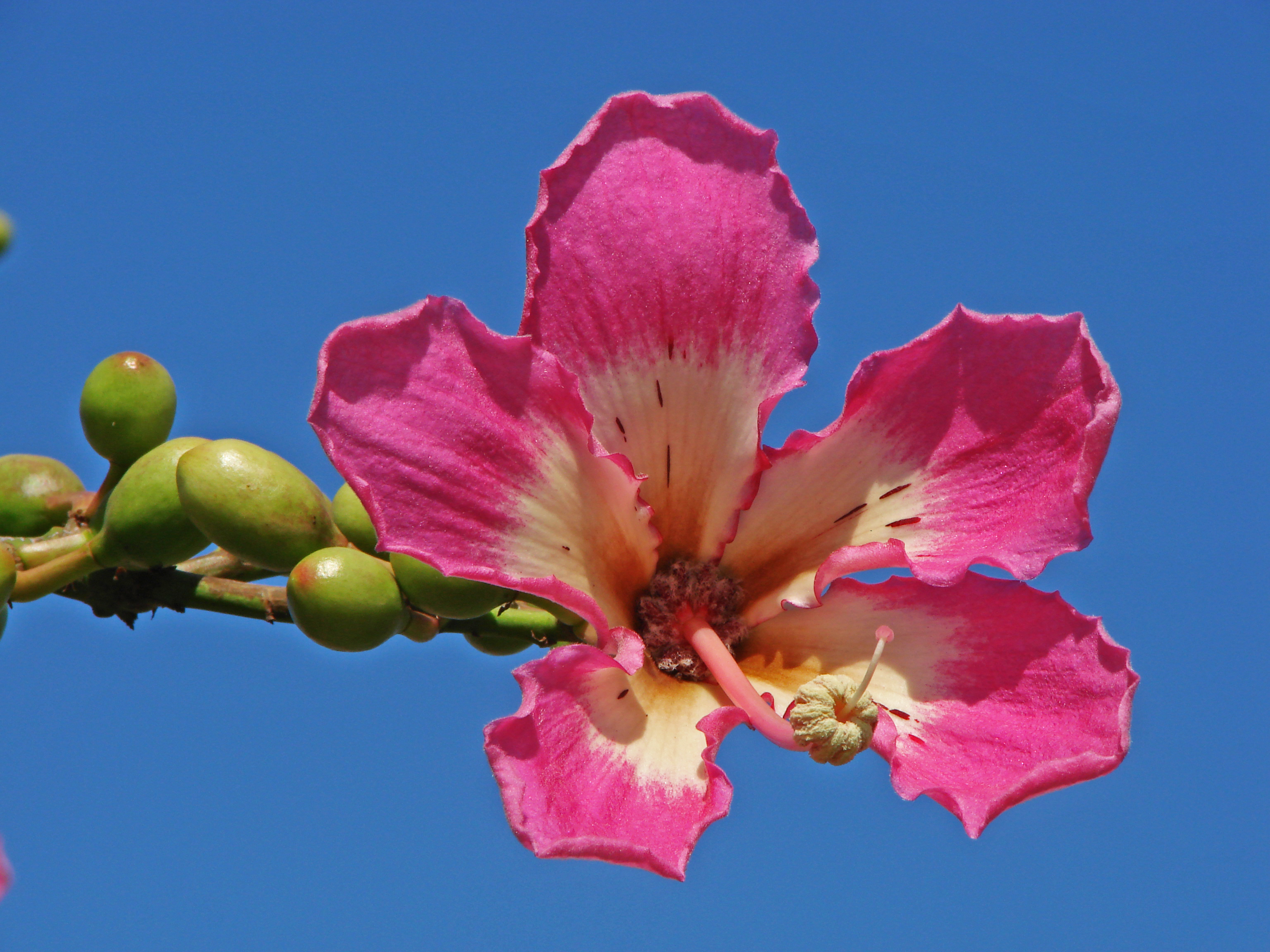
Blüte; man sieht im Zentrum in der Kronröhre die Anhängsel der Staubblattröhre die diese fast verschließen
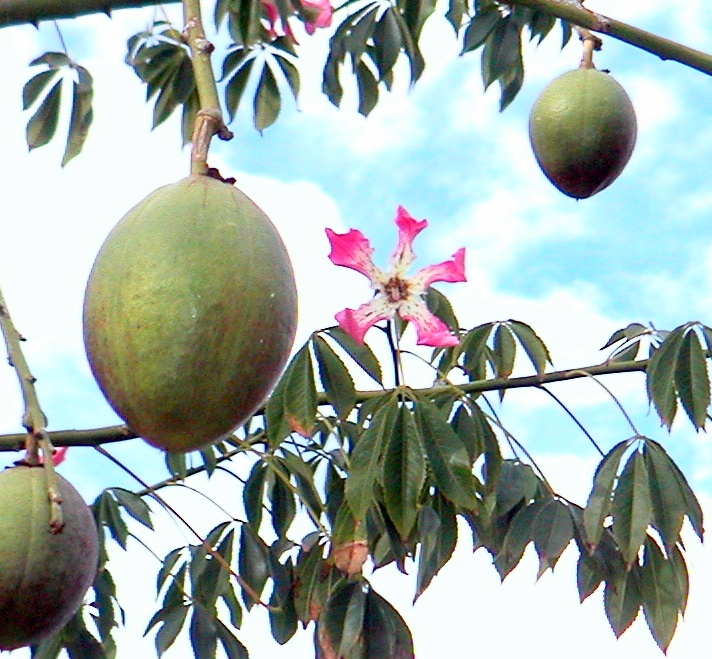
Laubblätter, Früchte und Blüte
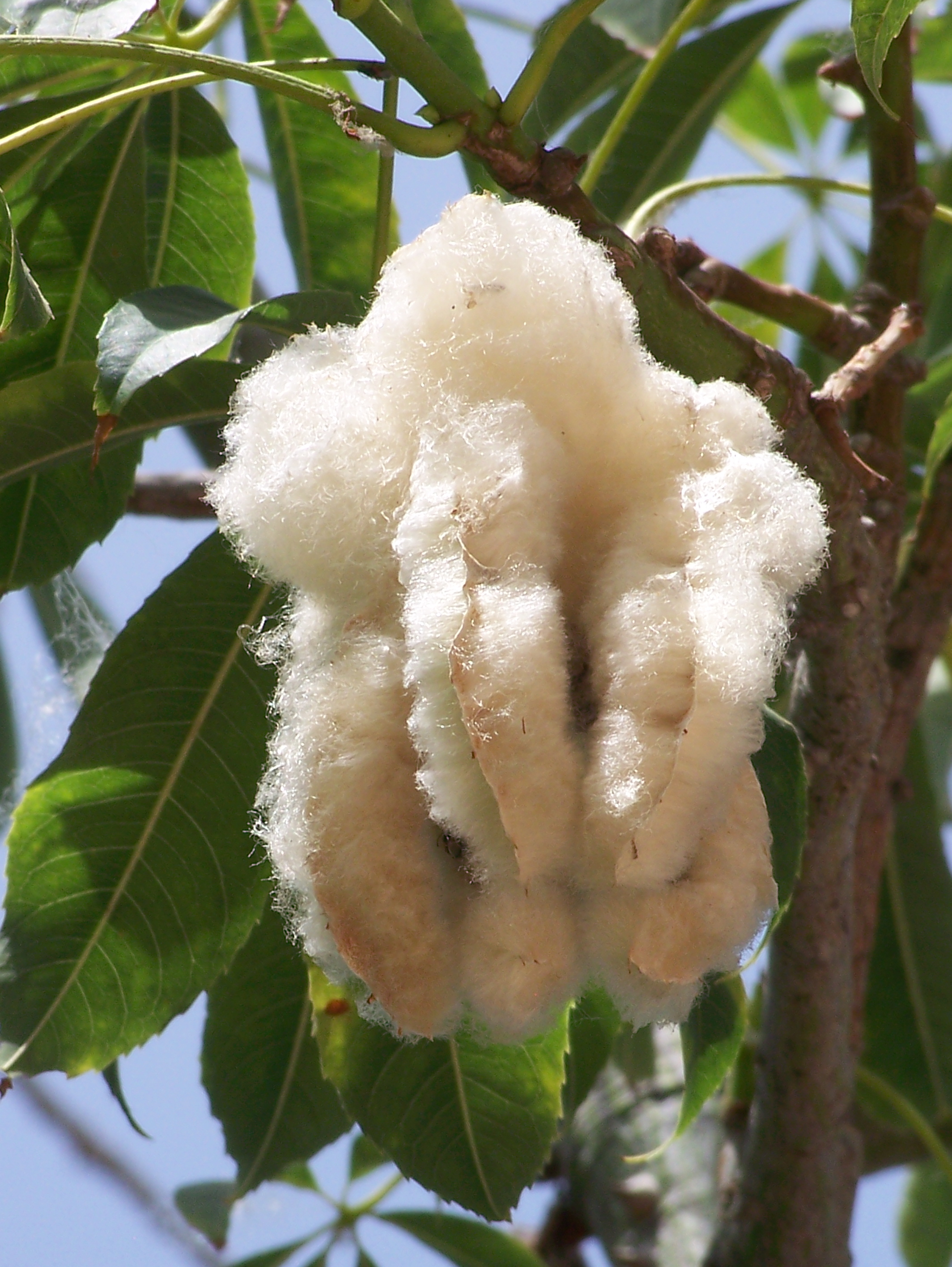
Aufgeplatzte reife Früchte mit den Fasern
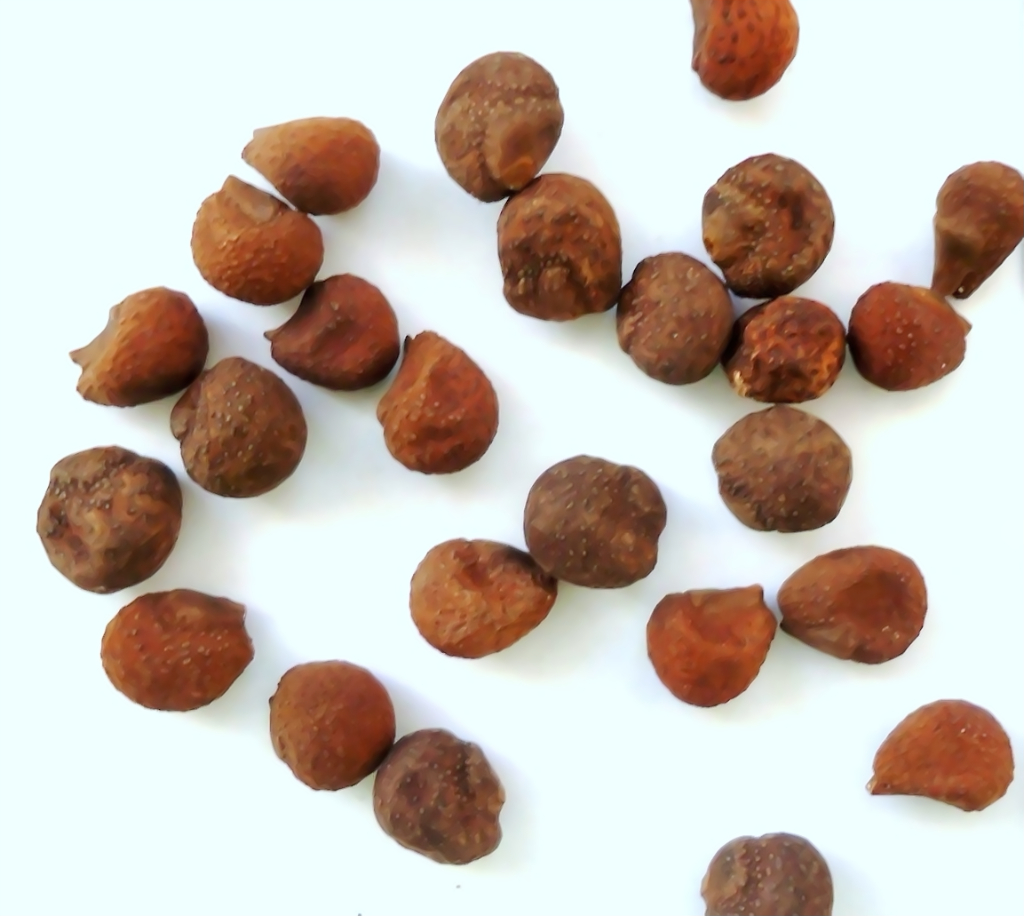
Samen